# Diané Mariam Koné
Pour les articles homonymes, voir Koné et Diané.
Diané Mariam Koné, née le 26 août 1953 à Ségou, est une femme politique malienne.

## Jeunesse et formation
Elle est biologiste de formation et diplômée en management de projets de développement de l'université de Pittsburgh aux États-Unis.

## Carrière professionnelle
Spécialiste à la fois de l'élevage et des questions de genre[Quoi ?], son parcours dans l'administration malienne l'aura successivement conduit aux postes de :
- Directrice du centre de formation pratique en élevage (1991-1994),
- Membre du Comité d’élaboration du Projet d’appui pour les initiatives de base (Paib) (de 1996 à 1998)
- Coordinatrice du Projet d’appui à la promotion de la femme (1997-2001)
- Directrice du centre national de documentation et d’information sur la femme et l’enfant (CNDIFE) (de 2004 à 2010).
- Point focal[Quoi ?] du Mali au centre genre CEDEAO/Dakar,
- Membre du conseil d’administration de l’observatoire humain durable,[Quand ?]
- Point focal du programme national d’éducation et de citoyenneté,[Quoi ?]
- Membre du comité national de l’utilisation du gaz butane et du pétrole lampant[Quand ?]
- Membre du conseil d’administration de SAMU social, du comité d’élaboration du cadre de dépenses à moyen terme (CDMT).[Quand ?]

Consultante dans certains organismes internationaux[Lesquels ?], Diané Mariam Koné a participé à l'élaboration de beaucoup de rapports nationaux d’évaluation sur la situation des femmes, du répertoire des femmes élues au Mali, du répertoire des femmes entrepreneures du Mali, à la mise en place du bulletin d’information sur la femme et l’enfant.

## Carrière politique
Elle est Ministre de l'Élevage et de la Pêche du Mali du 15 décembre 2012 au 8 septembre 2013.

## Distinctions
Diané Mariam Koné est nommée chevalière de l’ordre national.